# Kaura
Kaura é um município de Kaduna, Nigéria.
Sua area é de 485 km² e sua população de 222.579 pessoas, segundo o censo de 2006.
O código postal de sua área é 801.